# La Sgambeda
La Sgambeda är ett långlopp på skidor i Italien som körs sedan 1990. Tävlingen äger rum i december varje år med start och mål i Livigno. I tävlingen ingår två lopp, ett på 42 km fri stil och ett på 22,5 km klassisk stil. La Sgambeda körs på en höjd mellan 1800 och 2200 meter.
42 km-loppet ingår i FIS Marathon Cup.

## Vinnare
| År   | Herrar              | Damer                |
| ---- | ------------------- | -------------------- |
| 1990 | Maurilio De Zolt    | Guidina Dal Sasso    |
| 1991 | Luciano Fontana     | Dorota Dziadkowiec   |
| 1992 | Gaudenzio Godioz    | Dolores Rupp         |
| 1993 | Maurizio Pozzi      | Edy Guala            |
| 1994 | Silvano Barco       | Karin Moroder        |
| 1995 | Silvano Barco       | Roberta Tarter       |
| 1996 | Michail Botvinov    | Gudrun Pflüger       |
| 1997 | Johann Mühlegg      | Maria Canins Bonaldi |
| 1998 | Johann Mühlegg      | Dal Sasso            |
| 1999 | LFabio Giacomel     | Michela Benzoni      |
| 2000 | Roberto De Zolt     | Michela Benzoni      |
| 2001 | -                   | -                    |
| 2002 | Maurizio Pozzi      | Antonella Confortola |
| 2003 | Roerto De Zolt      | Lara Peyrot          |
| 2004 | Gianantonio Zanetel | Lara Peyrot          |
| 2005 | Biagio Di Santo     | Cristina Paluselli   |
| 2006 | Jerry Ahrlin        | Lara Peyrot          |
| 2007 | Jerry Ahrlin        | Tatjana Jambajeva    |
| 2008 | Marco Cattaneo      | Sabina Valbusa       |
| 2009 | Sergej Sjirjajev    | Valentyna Sjevtjenko |
| 2010 | Fabio Santus        | Valentyna Sjevtjenko |
| 2011 | -                   | -                    |
| 2012 | Petter Northug      | Riitta-Liisa Roponen |
| 2013 | Petter Northug      | Riitta-Liisa Roponen |
| 2014 | Chauvet Benoit      | Riitta-Liisa Roponen |